# Igor Stravinskij
Igor Fjodorovič Stravinskij (také Stravinský, rusky Игорь Фёдорович Стравинский, 5. červnajul./ 17. června 1882greg. Oranienbaum, Rusko – 6. dubna 1971 New York, USA) byl ruský hudební skladatel 20. století. Nejdůležitějšími z jeho tvorby jsou balety (Svěcení jara, Petruška, Pták Ohnivák). Jeho dílo patří k základním vývojovým proudům hudby 20. století.

## Život
Narodil se v rodině Fjodora Stravinského, basisty Mariinské opery v Petrohradu, jehož přítelem byl i Petr Iljič Čajkovský. V mládí neprojevoval výrazný hudební talent. Díky otcově povolání byl jejich dům vždy plný významných osobností ruského kulturního života té doby. Stravinskij původně studoval práva, jen občas komponoval. V roce 1900, ještě za studií, ukázal některé své skladby N. A. Rimskému-Korsakovovi. Skladatel zřejmě zpočátku nerozpoznal Stravinského talent, nicméně od roku 1903 mu začal dávat soukromé lekce instrumentace a kompozice, a to až do Korsakovovy smrti v roce 1908. Stravinským smrt jeho učitele velmi otřásla. V této době napsal svou první velkou skladbu, symfonii Es dur.
V lednu roku 1906 se tajně oženil se svou sestřenicí Kateřinou Nosenkovou. Ve stejném roce se také poprvé setkal se Sergejem Prokofjevem, se kterým udržoval přátelství i během pobytu v Paříži, když Prokofjev spolupracoval s „Ruským baletem“.

### Ruské neboli folklórní období
Stravinského skladba Ohňostroj (1908) zaujala ruského impresária Sergeje Ďagileva, který v Paříži organizoval vystoupení Ruského baletu. Nabídl skladateli spolupráci na příštím baletu a byl velmi překvapen, když mu Stravinskij oznámil, že s prací již začal. Námětem se stala typická ruská pohádka o ptáku Ohnivákovi (byť Stravinského námět příliš nelákal, neboť bylo nutné hudbou příliš popisovat dějovou složku). Již v roce 1910 byl balet Pták Ohnivák (L'Oiseau de feu) uveden v Théâtre National de l'Opéra v Paříži. Orchestr řídil Henri Pierné, choreografii vytvořil Michail Michajlovič Fokin. Titulní roli ztvárnila Tamara Karsavinová. Premiéra (kterou zhlédl i Claude Debussy a stal se, až do své smrti, Stravinského přítelem) měla nečekaný úspěch. Popularita Ohniváka Stravinského dlouho provázela, a potýkal se s ní s nelibostí.

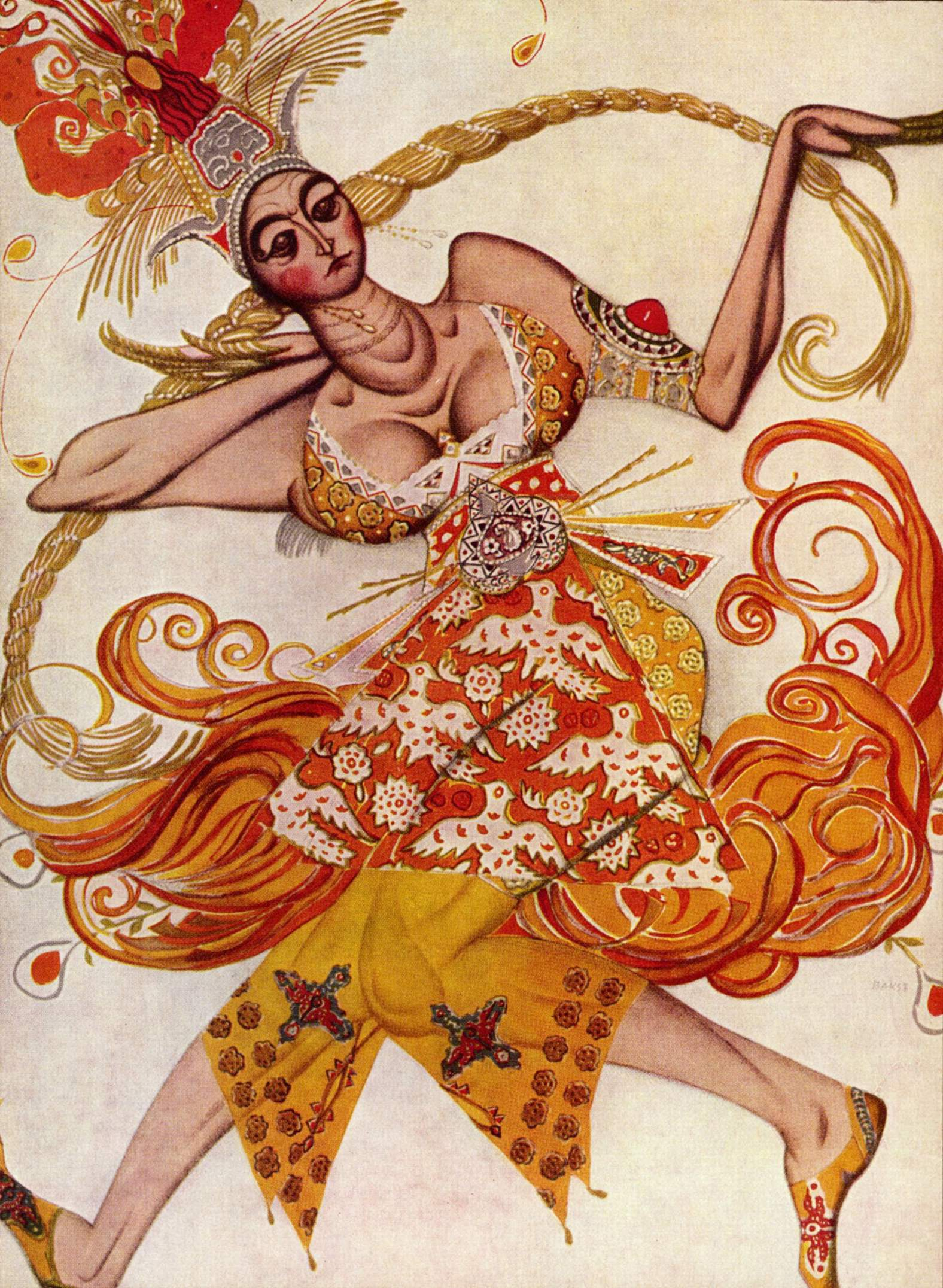
Návrh kostýmu pro titulní roli v baletu Pták Ohnivák od Léona Baksta

Celý balet se mu zdál příliš zdlouhavý, proto vytvořil několik verzí (1910, 1911, 1919, 1945) jeho baletní suity. Ta je dnes prováděna častěji, než samotný balet.
Po předvedení Ohniváka se Stravinskij přestěhoval do Švýcarska, rodina ho později následovala. V červenci 1910 byla paní Stravinská, kvůli svému těhotenství, převezena na kliniku do Lausanne. Igor si najal podkroví domu přes ulici, a začal pracovat na Petruškovi (1911). Vzor pro titulní postavu našel v ruské lidové hře, z prostředí potulných komediantů a jarmarečních loutkářů. Když se Stravinským narodil mladší syn Sulima (celkem měli čtyři děti, 2 syny a 2 dcery, nar. 1907, 1908, 1910, 1914), později také skladatel, měl Stravinskij hotový již celý druhý obraz. V říjnu v Beaulieu (u Nizzy) partituru dokončil a odeslal ji Sergeji Kusevickému, se kterým se dohodl na vydání všech svých skladeb. V prosinci odjel do Petrohradu, domluvit scénář s Alexandrem Benoisem, po návratu se musel léčit z akutní otravy nikotinem. Petruška měl nakonec velký úspěch, který Stravinskij ani Ďagilev nečekali. Po premiéře představil Debussy Stravinskému Erika Satieho.
V roce 1913 měl v Théâtre des Champs-Élysées premiéru Stravinského balet Svěcení jara (Le Sacre du Printemps). Obrazy z pohanského Ruska, inspirované starým rituálem uctívání příchodu jara, na kterých spolupracoval s malířem Nicholasem Roerichem, způsobily při premiéře legendární poprask, vyvolaný jak hudbou, tak revoluční choreografií Vaslava Nižinského. Stravinskij i Nižinskij byli neúspěchem zklamáni, podle Ďagilevových slov se „stalo přesně to, co chtěl-i“. V roce 1914 byl balet uveden podruhé, v koncertním provedení, nadšení obecenstva bylo veliké, Stravinskému provolávalo slávu, a dokonce byl z koncertní síně vynesen na ramenou na náměstí.
Dílo je novátorské téměř v každém ohledu (polytonalita, polyrytmika), hlavní důraz je kladen na rytmus.
Od roku 1908 Stravinskij pracoval na opeře Slavík (Le Rossignol), jeho práci přerušila Ďagilevova nabídka. V roce 1913 (po uvedení Svěcení jara) se však k opeře vrátil, a dokončil ji. Díky časové prodlevě je patrný kontrast mezi 1. dějstvím, které je více operní, a 2. a 3. dějstvím, která jsou spíše baletní. Operu uvedli v roce 1914, námětem byla pohádka H. Ch. Andersena, jeho oblíbeného autora. Celá opera hýří barvitou instrumentací v duchu ruského impresionismu, a exotikou.

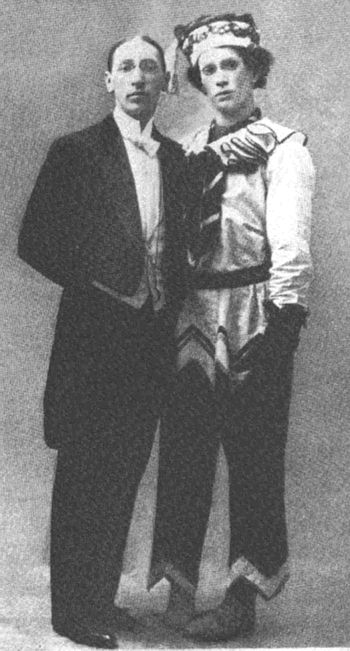
Stravinský a Nižinský

Další Stravinského balet Svatba (Svaděbka, Les Noces) (komp. 1914–1917) jsou zhudebněná ruská pořekadla a říkanky, ve scénickém provedení pro zpěváky, herce a tanečníky. Stravinskij dlouho zvažoval instrumentaci. Jelikož chtěl, aby dílo znělo „mechanicky“, rozhodl se pro neobvyklé řešení čtyř klavírů a souboru bicích nástrojů. Proto nejsou zpěváci totožní s herci na jevišti. Premiéra se uskutečnila po šesti letech, v pařížském divadle Sarah Bernhardtové.

### Jazz a neoklasicismus
V roce 1918 dokončil balet Příběh vojáka (L'Histoire du soldat), za spolupráce se spisovatelem Charlesem Ramuzem. Opustil zásady „ruské orchestrální školy“ a použil jazzové prvky, hlavně v instrumentaci a rytmu, ačkoliv jazz do té doby nikdy neslyšel (znal ho jen z notového zápisu). Námětem je Afanasjevovya bajka o vojákovi, který prohraje svoje housle (duši) s čertem v kartách. Premiéra se konala v Ženevě, v důsledku tehdejší politické situace ve skromných podmínkách.
„Příběh vojáka znamená můj definitivní rozchod s ruskou orchestrální školou, ve které jsem byl odchován.“
S jazzem Stravinskij experimentoval až do roku 1920. Byl to Ďagilev, který dal podnět k napsání, podle jeho slov, „rozkošné skladby z 18. století“ a navrhl zpracovat hudbu „jistého“ Giambattisty Pergolesiho. Stravinskij zpočátku váhal, ale nakonec se pustil do práce a do Pergolesiho hudby se zamiloval. Do díla záměrně přidal mnoho aktuálních hudebních prvků, nezapadajících do hudby 18. století (např. glissanda). Libreto pochází z Pergolesiho oper a jedné kantáty, a stejně jako ve Svatbě nejsou zpěváci totožní s postavami na jevišti.
15. května 1920 měl balet Pulcinella premiéru v Paříži. O návrh scény se postaral Pablo Picasso. Jak hudební, tak i výtvarná stránka baletu, pohoršily nejen samotného Ďagileva, ale i velkou část kritiků, kteří nařkli Stravinského z „plagiátorství“, a z opouštění modernismu. Navzdory kritikům (i znepřátelení si velké části uměleckých kolegů, včetně Ravela) si Stravinský vytvořil styl, který sledoval až do padesátých let.
"Lidé, kteří nic nevěděli o mých skutečných pohnutkách a ani se nestarali, aby je poznali, mě nařkli ze svatokrádeže: "Jen ať nechá klasiky na pokoji. Na ty mu nedovolíme sáhnout!" Pro tyhle lidi jsem měl a mám jen jednu odpověď: Vy uctíváte, ale já miluji."

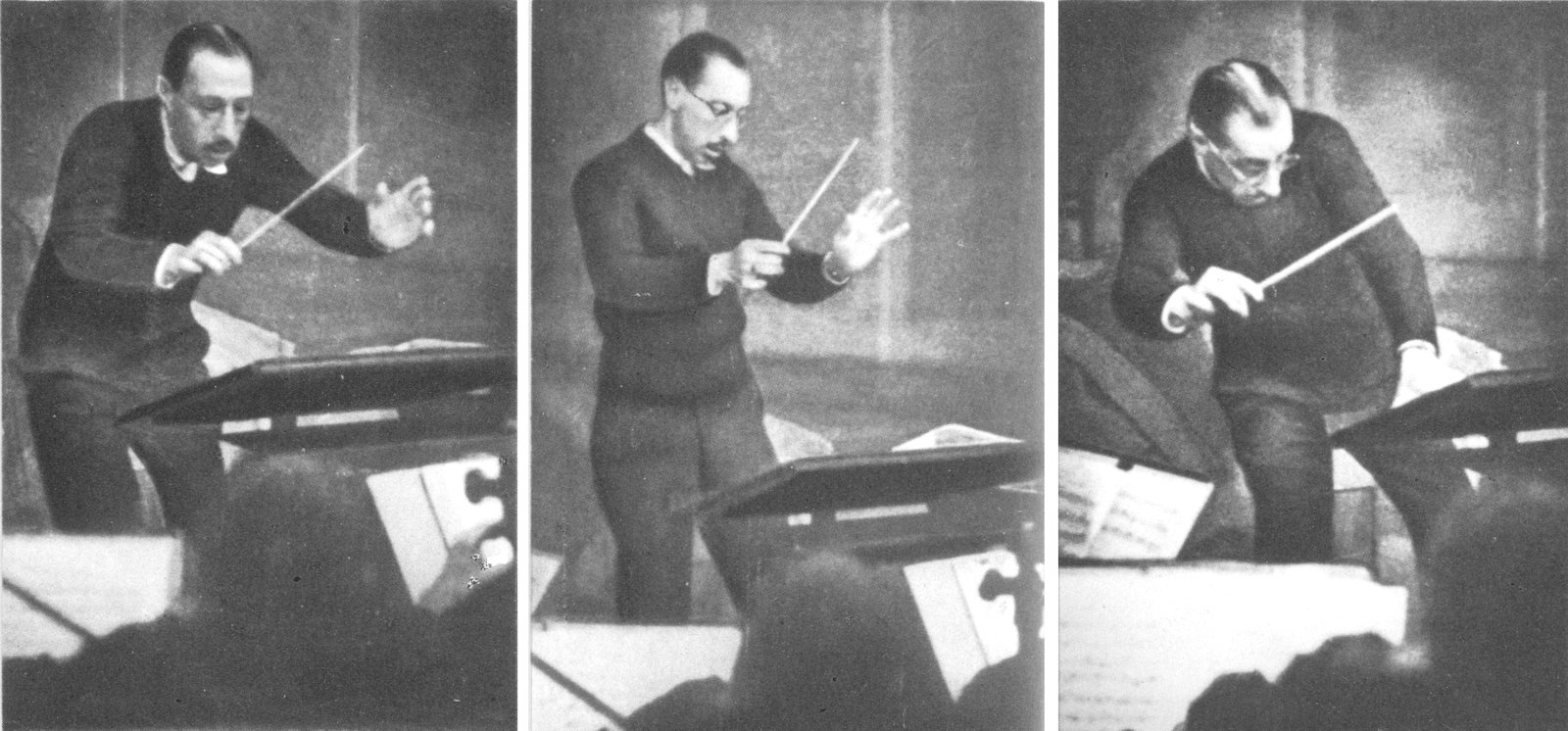
Igor Fjodorovič Stravinskij, 1929

V roce 1920 se rodina Stravinských přestěhovala nakrátko do Paříže, později se usadili na jihu Francie, zde zůstali až do roku 1934. Pak opět Paříž, až do roku 1939.
Důvodem k práci na Oktetu (1923) byl sen. Stravinskému se zdálo osm hudebníků, hrajících hudbu, kterou nemohl rozpoznat. Jediné, co si pamatoval, byly nástroje – flétna, klarinet, fagoty, trubky a trombóny. Hned ráno začal s kompozicí a poměrně rychle práci dokončil. První provedení koncertu dirigoval sám (měl prý strašnou trému). Koncert má tři části a je typickým příkladem Stravinského neoklasicismu.
Hybrid, operu-oratorium Oedipus Rex, začal komponovat v roce 1925. Námětem je Sofoklův Oidipus král, jazykem byla zvolena ciceronská latina. Libreto vytvořil Jeana Cocteaua, který navrhl přidat do hry vypravěče, což později Stravinskij zkritizoval. Premiéru v divadle Sarah Bernhardtové, v Paříži 30. května 1927, řídil skladatel sám. Dílo bylo přijato chladně a rozporuplně, je však vrcholem Stravinského neoklasicismu 20. let. Stravinskij sám označuje dílo za „statické drama“, kde mají zpěváci přímo uloženo se nehýbat. Na premiéře v Berlíně Stravinskému blahopřál i Albert Einstein.
10. června 1934 získal Stravinskij francouzské občanství, ale roku 1939 musel z Francie uprchnout, před německými vojsky, do Spojených států. V tomto roce Stravinskému zemřela matka, žena i dcera na rodinnou nemoc, tuberkulózu, ze které se sám dlouho a bolestivě léčil. Toto období je považováno za Stravinského tvůrčí krizi. V roce 1940 se oženil s Věrou Sudejkinovou (de Bosset), a po roce stráveném v New Yorku, se usadil v Kalifornii (kde ho navštěvoval i Sergej Rachmaninov). V roce 1945 získal americké občanství.
Významnými skladbami tohoto období jsou např. opera Persefona (1933) (spolupráce se spisovatelem André Gidem), Symfonie v C (1940), Symfonie o třech větách (1945), balet Orfeus (1947) a poslední skladba, v duchu neoklasicismu, opera Život prostopášníka (The Rake's Progress, 1951), podle obrazů klasicistního malíře Williama Hogartha, na libreto W. H. Audena.

### Serialismus

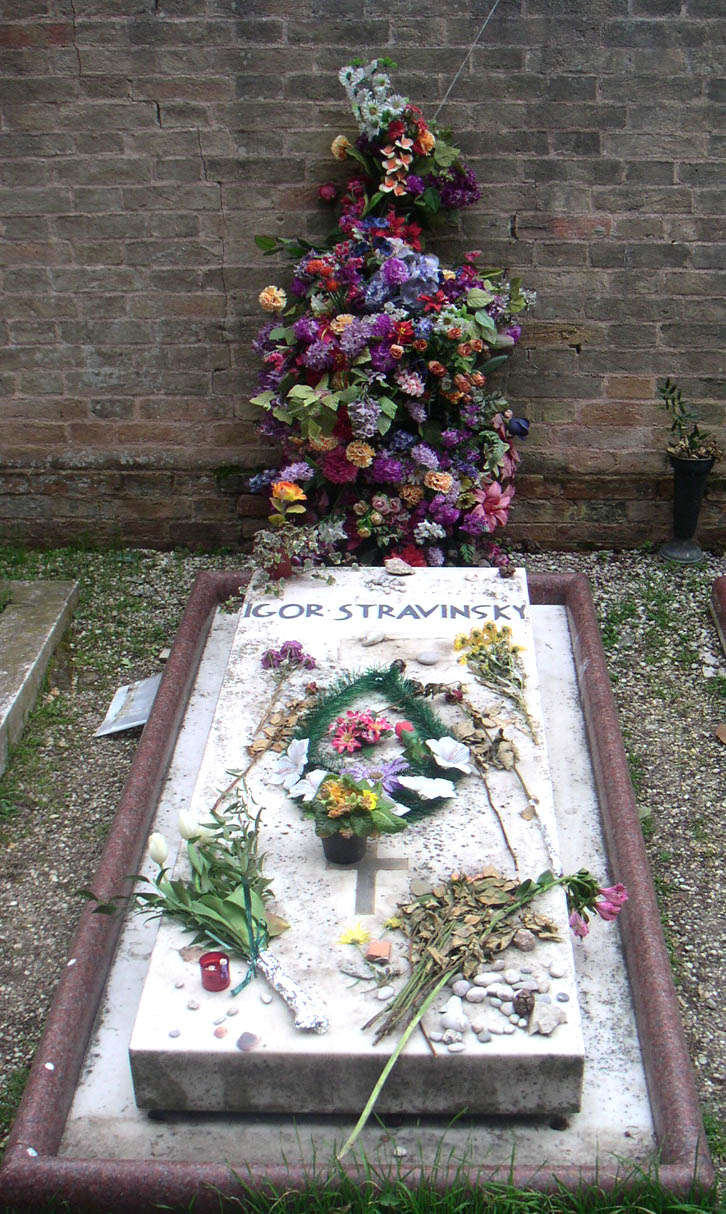
Hrob na ostrově San Michele v Benátkách

Od roku 1948 se přátelil, a úzce spolupracoval, s dirigentem Robertem Craftem. Stravinskij většinu svého života byl v opozici k teoriím skladatele Arnolda Schönberga, v padesátých letech, pod vlivem Crafta, Schönbergova obdivovatele, se nechal přesvědčit k experimentům se serialismem nebo neoserialismem. Výsledkem těchto pokusů jsou díla jako Agon a Canticum Sacrum aj.
V roce 1962 navštívil Sovětský svaz. Byl nadšeně přijat, provedl tu sérii koncertů a navštívil Petrohrad, tehdy Leningrad. Poslední desetiletí svého života zasvětil nahrávání svých děl, a zanechal nám jeden z nejbohatších souborů nahrávek nežijícího skladatele. Stravinského poslední skladbou je Sova a kočka, pro soprán a klavír, z roku 1966. Zemřel v New Yorku, ale podle svého přání byl pohřben na ostrově San Michele v Benátkách, aby se opět setkal se svými přáteli, mj. se Sergejem Ďagilevem.

## Osobnost
Stravinský žil spořádaný a klidný život, bez extravagancí, které kritizoval.. Byl optimistou, i dobrým hospodářem (výrok Ďagileva – je „na prachy“). Také měl rád pořádek (výrok přítele „Všechno zde bylo srovnané jako podle pravítka...stůl vypadal spíš jako stůl chirurga, než umělce.“)
Stravinskij byl velmi kritický, jak k druhým, tak k sobě:
- o Richardu Straussovi:

„Chtěl bych uznat všechny jeho opery hodny odsouzení do kteréhokoli očistce, kde by byla potrestána jejich triumfální banalita. Jejich laciný a chudý hudební obsah nemůže dnešního hudebníka zajímat; nesnáším jeho kvartsextakordy; když slyším Ariadnu, chce se mi ječet.“ 
- o Antoniu Vivaldim:

„Obávám se, že Vivaldi napsal pětsetkrát týž koncert.“
- o své tvorbě:

„Myslím, že má hudební mluva není součástí předkompozičního období, ale součástí přímé hudební akce. Způsob, jak věc vyjadřuji, a věc vyjádřená je pro mě totéž.“
Stravinskij věřil, že umělec musí mít přísnou disciplínu. Komponoval každý den, přesně podle rozvrhu (tvrdil, že pracuje stejně, jako každý dělník,... že tvůrčí myšlenky ho napadají pouze, když pracuje a ve svém volném čase se jimi nezabývá – údajně ho jednou napadlo zajímavé téma, které chtěl zpracovat, ale než přišel domů k pracovnímu stolu, téma zapomněl).
„Umění je tím svobodnější, čím je kontrolovanější a propracovanější.“

## Styl
Stravinského hudba je především plná intelektuálního vtipu. Je jasná, stylově vyhraněná, často nepředvídatelná – záměrně uhýbající a často plná podivné ironie. Na rozdíl od svých expresionistických a pozdně romantických současníků jeho tvorba příliš nezdůrazňuje city – klade důraz především na řemeslnou stránku. Oproti Schönbergovi se nebrání využívání starších skladebných postupů a hledá inspiraci v minulosti. Neopouští tonalitu, i když využívá neobvyklých harmonických prvků, jako polytonalita. Stravinskij je, díky své stylové různorodosti, označován za jednoho z největších hudebních syntetiků, jeho dílo znamená mezník ve vývoji hudby 20. století.
- Melodika je tematická, s častým opakováním modelu.[6]
- Rytmus je velmi důležitou stránkou hudby, často hlavním formotvorným prostředkem. Je velmi ostrý a metronomicky přísný. Běžné je přenášení důrazu – synkopace.[6]
- Harmonie je složitá, s převážně tonálním centrem. Obvyklá je bitonalita a polytonalita.[6]

### Ruské – folklórní období
Ve svých prvních skladbách vychází z Rimského-Korsakova a francouzských impresionistů, avšak avantgardní prostředí Paříže a „Ruského baletu“ formují v jeho práci nový výraz, byť k němu měl blízko již za studií. Toto období je charakteristické harmonickou složitostí, a rozsáhlou instrumentací pro velká tělesa.
- První balet Pták Ohnivák vychází z Rimského-Korsakova, ale přejímá již styl impresionistů.[6]
- V Petruškovi se od předchozích vlivů značně osvobozuje, a poprvé užívá polytonalitu a nepravidelný rytmus.[6]
- Vrcholným dílem je balet Svěcení jara, kde se hlavními výrazovými prostředky stávají rytmus a témbry (bicí a dechové nástroje).[6]

### Jazz a neoklasicismus
Ze svých jazzových experimentů převzal především rytmickou bohatost a novou výraznou instrumentaci – dechové nástroje. Neoklasicismus představuje těžiště Stravinského tvorby. Odvrátil se jím od expresivnosti a přebujelé instrumentace, k dokonalosti a propracovanosti („nic než hudba“). Eliminuje mimohudební struktury a souvislosti, běžné z romantismu, a soustředí se na řemeslnou čistotu. Inspiruje se v minulosti – renesanční polyfonie, barokní fuga, raný klasicismus.
- V Příběhu vojáka jsou patrny vlivy moderní taneční hudby a amerického jazzu.
- Baletem Pulcinella objevuje svůj nový styl, i když jen jako výrazový prostředek.[6]

### Serialismus
Po smrti skladatele Arnolda Schönberga se překvapivě přiklonil k dodekafonii a seriální hudbě. Čerpá z prací Antona Weberna a Pierra Bouleze, ale i ostatních představitelů poválečné avantgardy. Tyto podněty přehodnocuje po svém. Komponuje, jak sám říká, „ve svém tonálním systému“. Tato pozdní díla mají zvláštní tvrdost a drsnost, která je dána snahou vyslovit jen to nezbytné a podstatné.

### Výpůjčky od jiných skladatelů
Stravinskij se ve své tvorbě nikdy nevyhýbal „vypůjčování si“. Přetvářel je svým osobitým způsobem. Tyto „krádeže“ však nejsou libovolné, vždy mají v celku svoje místo, z estetického nebo logického hlediska, ať už pro vytvoření atmosféry (Polibek víly), nebo jako základní myšlenka (Pulcinella). Stravinskij jednou vysvětloval, proč nikdy neučil : „Musel bych práce svých žáků neustále přepracovávat po svém.“
- V Ptáku Ohnivákovi použil pro finále ranou klavírní skladbu Petra Iljiče Čajkovského.
- V baletu Petruška použil populární popěvek „Dřevěná noha“ (Jaimbe en bois). Netušil, že jeho autor žije (autorská práva), a musel poté třetinu honoráře odesílat autorovi.[2]
- Úvodní téma Svěcení jara je upravená litevská lidová píseň.
- Úvodní motiv ze Slavíka připomíná motiv z Oblak, první části Debussyových Nokturn.
- Balet Pulcinella jsou přepracované skladby Giovanniho Battisty Pergolesiho a Domenica Galla.
- Balet Polibek víly jsou přepracované rané klavírní skladby Petra Iljiče Čajkovského.
- Na konci skladby Cirkusová polka je použit motiv z Schubertových Marches militaires.
- Předehra Greeting Prelude (1955) (věnované, u příležitosti 80. narozenin, dirigentovi Pierru Monteuxovi) je upravená melodie „Happy birthday to you“.
- Za svou úpravu hymny Spojených států byl dokonce zatčen.

## Zajímavosti ze života
- Od roku 1910 žil v zahraničí (Švýcarsko, Francie, USA).
- Velkou část svého života strávil na cestách, více než 100× překonal Atlantský oceán.[zdroj?]
- Pracoval až 18 hodin denně.[3]
- Velkou část života byl nemocen, sám říkal, že je hypochondr, dokonce si nechal preventivně vyoperovat slepé střevo.[2]
- Byl velký kuřák (začal ve 14 letech).[2]
- Za svého života se setkal (i spřátelil) s velkým množstvím významných osobností své doby : Charlie Chaplin, Benito Mussolini, John Fitzgerald Kennedy, Walt Disney, Ingmar Bergman, Albert Schweitzer, Nikita Sergejevič Chruščov, Coco Chanel ad. V Čechách se setkal s prezidenty Masarykem a Edvardem Benešem, když koncertoval v Praze. Podle jeho slov měl v Praze tak ohromné přijetí, jaké pamatoval už jen z Mexika.[2]
- Napsal knihy: Kronika mého života, Hudební poetika, a studie o tvorbě Antona Weberna a Carla Gesualda.
- Vymyslel přístroj na linkování notového papíru, který byl pod názvem „Stravigor“ patentován.[3]
- Mezi skladatele, kteří byli ovlivněni jeho prací, patří např. Bohuslav Martinů, Francis Poulenc, Aaron Copland, Benjamin Britten, ale i Frank Zappa nebo John Williams.[zdroj?]
- Časopisem Time byl zařazen mezi „100 nejvlivnějších osobností 20. století“.

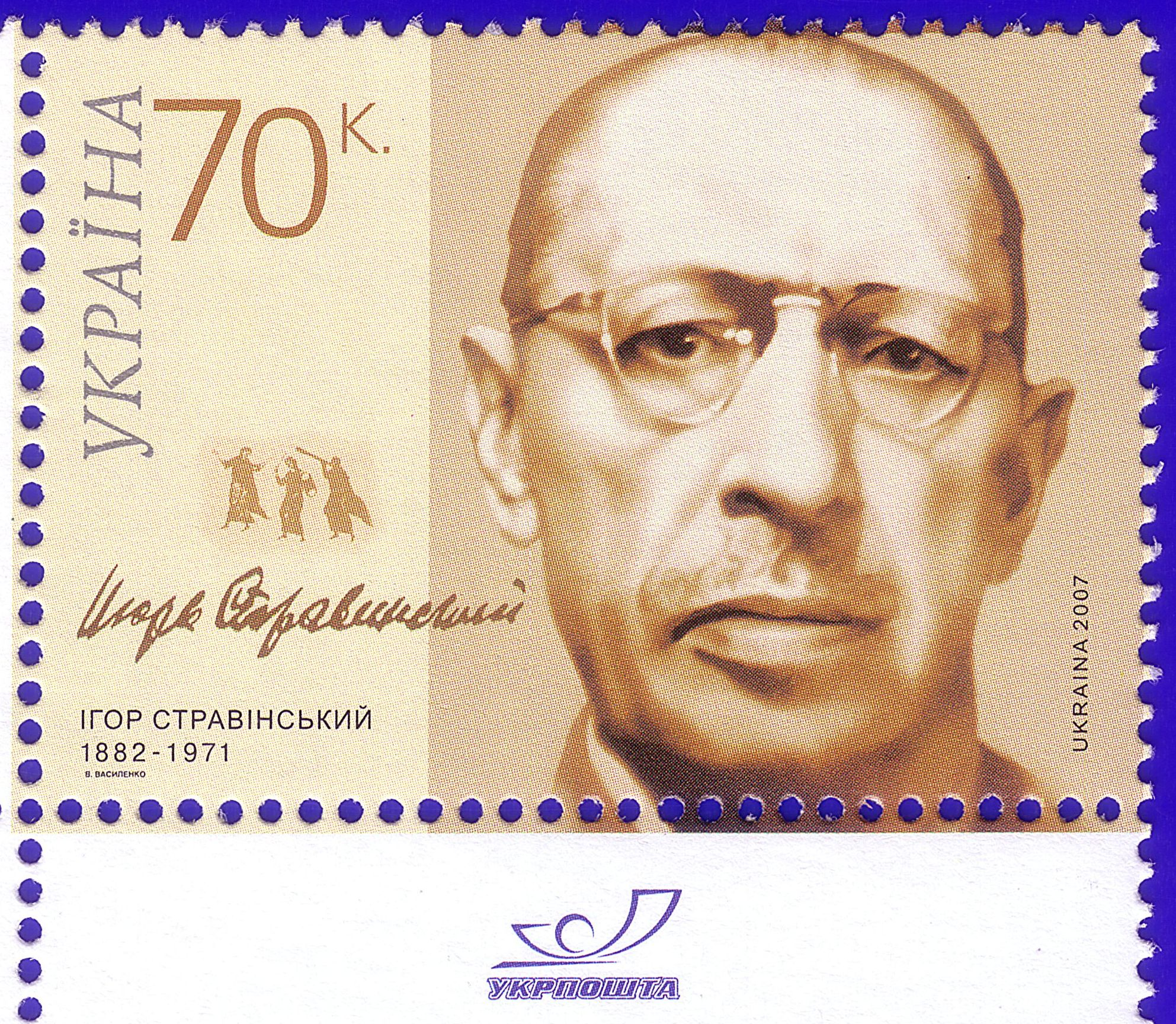
Igor Fjodorovič Stravinskij na ukrajinské známce z roku 2007

### Stravinský a současnost
Dílo tohoto autora je stále živé, nejen díky své kvalitě, ale také zásluhou současných umělců, kteří se nechávají Stravinského odkazem inspirovat a rozvíjejí jej. Sám skladatel označoval interpreta svých děl za toho "od kterého může být... předpokládána i určitá míra zalíbení či spolupráce," a říkal...„mám stále ještě raději produkci než reprodukci.“..
Nadčasovým Příběhem vojáka se na konci 70. let 20. století zabýval ve své úpravě např. český skladatel Viktor Kotrubenko, pro interpretaci Jazz Half Sextetem. Stejnojmenný animovaný film (The soldier's tale) natočil v roce 1984 R. O. Blechmann, s doprovodem Stravinského upravené hudby.
Hudba Nova, Bratislava, představila projekt Sehari, zabývající se propojením hudby a výtvarného umění (a vlivem Stravinského ve spojení s rockovou hudbou). Na festivalu ve Fisher Center v roce 2013 např. trio EVIYAN předvedlo směs jazzové, rock a world music, inspirované Stravinského úpravami lidových melodií. V roce 2016 v Rudolfinu provedl (ve světové premiéře) Jiří Hlaváč, spolu s Five Star Clarinet Quartetem, svou Ebenovou suitu , připomínající Stravinského Ebenový koncert pro jazzový orchestr. Devin Garret Townsend  byl nazván "metalovou verzí Stravinského". Sám k tomu říká, že je to proto, „že pracoval se Symfonickým orchestrem hl. m. Prahy“.
Svěcení jara se dočkalo pravděpodobně nejvíce úprav, z českých lze jmenovat např. představení divadla Disk, v režisérské úpravě tandemu SKUTR.

### Odkaz
Na jeho počest byly pojmenovány extraterestrické útvary: planetka Stravinsky a kráter na Merkuru Stravinskij.

## Dílo

### Balety
- Pták Ohnivák (1910, přepracováno 1911, 1919, 1945) – baletní suita
- Petruška (1911, přepracováno 1947)
- Svěcení jara (1913)
- Příběh vojáka (1918)
- Pulcinella (1920)
- Svatba (1923)
- Apollon Musagète (1928, přepracováno a přejmenováno na Apollo 1947)
- Polibek víly (1928)
- Hra v karty (1936)
- Orfeus (1947)
- Agon (1957)

### Opery
- Slavík (1914)
- Lišák (Renard) (1916) – burleska
- Mavra (1922)
- Oedipus Rex (1927) – opera-oratorium
- Persefona (1933)
- Život prostopášníka (1951)
- Potopa (1962) – hudební hra

### Koncerty
- Capriccio pro klavír a orchestr (1929, přepracováno 1949)
- Houslový koncert v D (23.10.1931 – Berlín)
- Koncert pro dva sólové klavíry (1935)
- Koncert v Es „Dumbartonské duby“ (1938)
- Danses concertantes (1942)
- Ebony Concerto (1945)
- Koncert v D „Basilejský“ (1946)

### Symfonie
- Symfonie Es dur (1907)
- Symfonie pro dechové nástroje (1920)[15]
- Žalmová symfonie (1930, přepracováno 1948)
- Symfonie v C (1940)
- Symfonie o třech větách (1945)

### Komorní a orchestrální díla
- Ohňostroj (1908)
- Ragtime (1918)
- Tři kusy pro klarinet (1919)
- Symfonie dechových nástrojů (1920)
- Suita pro malý orchestr č. 2 a 1 (1921 a 1925)
- Concertino (1920, přepracováno 1952)
- Oktet (1923)
- Cirkusová polka (orchestrace 1942)
- Scherzo à la Russe (1944)

### Vokální díla
- Mše (1948)
- Canticum Sacrum (1955)
- Nářky proroka Jeremiáše (Threni) (1958)
- Abrahám a Izák (1963)
- Requiem Canticles (1966)

### Klavírní díla
- Čtyři etudy, op. 7 (1908)
- Piano Rag-Music (1919)
- Les cinq doigts (Pět prstů) (1921, instrumentace a přejmenováno na"Osm instrumentálních miniatur 1961)
- Sonáta (1924)
- Serenáda in A (1925)
- Tango (1940)